# Fahéjbarna bozótposzáta
A fahéjbarna bozótposzáta (Bradypterus cinnamomeus) a verébalakúak (Passeriformes) rendjébe, ezen belül a tücsökmadárfélék (Locustellidae) családjába és a Bradypterus nembe tartozó faj. 14-15 centiméter hosszú. Burundi, Dél-Szudán, Etiópia, a Kongói Demokratikus Köztársaság, Kenya, Malawi, Mozambik, Ruanda, Tanzánia és Uganda hegyvidéki nedves erdőiben és bozótosaiban él. Rovarokkal táplálkozik.

## Alfajok
- B. c. cinnamomeus (Rüppell, 1840) – Etiópia, kelet-Kongói Demokratikus Köztársaság, délnyugat- és kelet-Uganda, Burundi, Ruanda, nyugat- közép- és délkelet-Kenya, észak-Tanzánia;
- B. c. cavei (Macdonald, 1939) – dél-Dél-Szudán, északkelet-Uganda;
- B. c. mildbreadi (Reichenow, 1908) – Uganda és a Kongói Demokratikus Köztársaság határvidéke;
- B. c. nyassae (Shelley, 1893) – északkelet-, dél- és délkelet-Tanzánia, délkelet-Kongói Demokratikus Köztársaság, északkelet-Zambia, észak-Malawi valamint dél-Malawi és Mozambik határvidéke.

## Fordítás
- Ez a szócikk részben vagy egészben  a   Cinnamon bracken warbler című angol Wikipédia-szócikk fordításán alapul.  Az eredeti cikk szerkesztőit annak laptörténete sorolja fel. Ez a jelzés csupán a megfogalmazás eredetét és a szerzői jogokat jelzi, nem szolgál a cikkben szereplő információk forrásmegjelöléseként.